# Sloup se sochou Krista (Česká Lípa)
Sloup se sochou Krista je sochařské dílo, které se nachází před areálem bývalého pivovaru na konci Moskevské ulice v České Lípě ve stejnojmenném okrese v Libereckém kraji. Sloup se sochou Krista, zhotovený v 19. století, byl s účinností od 2. února 2024 prohlášen kulturní památkou České republiky.

## Historie
Bývalá Křížová ulice (Kreuzgasse), od poloviny 20. století ulice Moskevská, bývala po Dlouhé ulici (Langestraße,  nyní Jindřicha z Lipé), druhou nejvýznamnější ulicí v České Lípě. Křížová ulice, pojmenovaná po zdejším gotickém kostelu Nalezení svatého Kříže a nedaleké městské bráně, je v písemných pramenech zmíněna již v roce 1502.
Tato ulice, směřující od jihovýchodního rohu českolipského náměstí dále na východ k cestě, vedoucí přes Starou Lípu a Zákupy do Mimoně,  byla v průběhu 19. a 20. století několikrát přejmenována. Poprvé se tak stalo v roce 1850, kdy na počest rakouského císaře Ferdinanda I. Dobrotivého dostala jméno Ferdinandstraße, tedy Ferdidandova třída. Toto jméno jí zůstalo až do roku 1925, kdy byl Křížové ulici navrácen její starý název. Za druhé světové války nesla jméno SA Straße, po roce 1945 se stala třídou Libereckou a od roku 1946 ulicí Moskevskou.

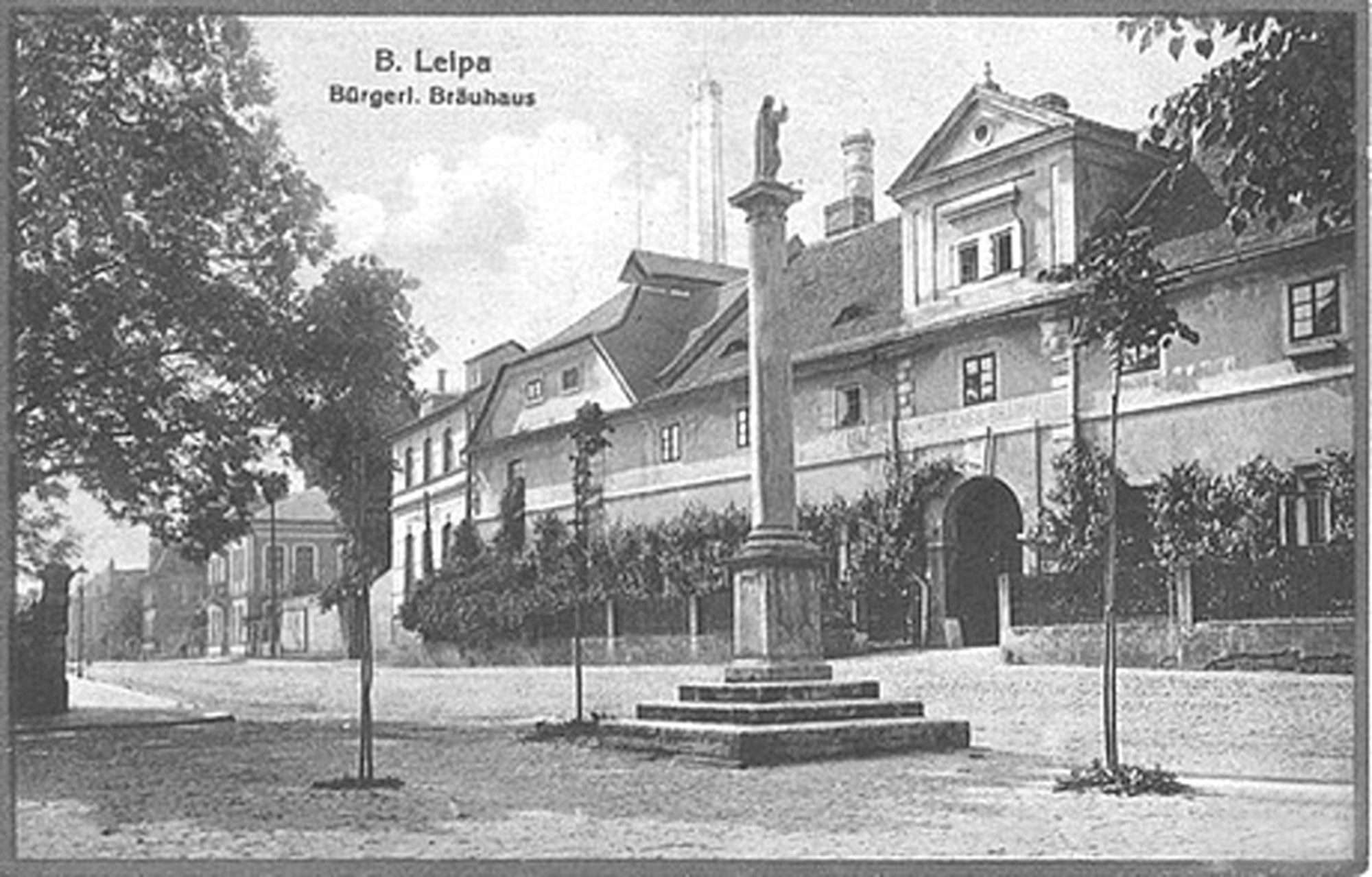
Sloup se sochou Krista a pivovar na pohlednici z počátku 20. století

Do části Křížové/Moskevské ulice blíže k centru kolem křižovatky s Jiráskovou ulicí zasahovaly domy českolipské židovskí čtvrti. Západní úsek Moskevské ulice mezi náměstím a Jiráskovou ulicí a okolí kostela Nalezení svatého Kříže je součástí českolipské městské památkové zóny, vyhlášené v roce 1992. V této části Moskevské ulice  se nacházejí některé křesťanské sakrální památky a také památkově chráněné městské domy. Kolem východního konce Moskevské ulice je také několik památkově chráněných staveb, ovšem světského charakteru. Je to pivovar, dále bývalý hostinec „U vévody zákupského“ z počátku 19. století a průmyslový areál někdejší kartounky Emanuela Müllera z 30. let 19. století. 
Jediným sakrálním objektem v této části Moskevské ulice je sloup se sochou Krista, umístěný v prostoru mezi pivovarem a zmíněnou kartounkou.Před bránou pivovaru se původně tyčil sloup se sochou svatého Jana Křtitele, který tu stál od roku 1760. Tato socha však postupně podléhala povětrnostním vlivům a chátrala. Byla proto v 19. století nahrazena sloupem s žehnajícím Kristem. Nový sloup byl naproti pivovaru postaven v letech 1839–1840. Podstavec a dřík byly dílem zednického mistra Josefa Fröhlicha z nedalekého Borku, zdobená hlavice se sochou Krista byla vytvořena v některé z pražských sochařských dílen.

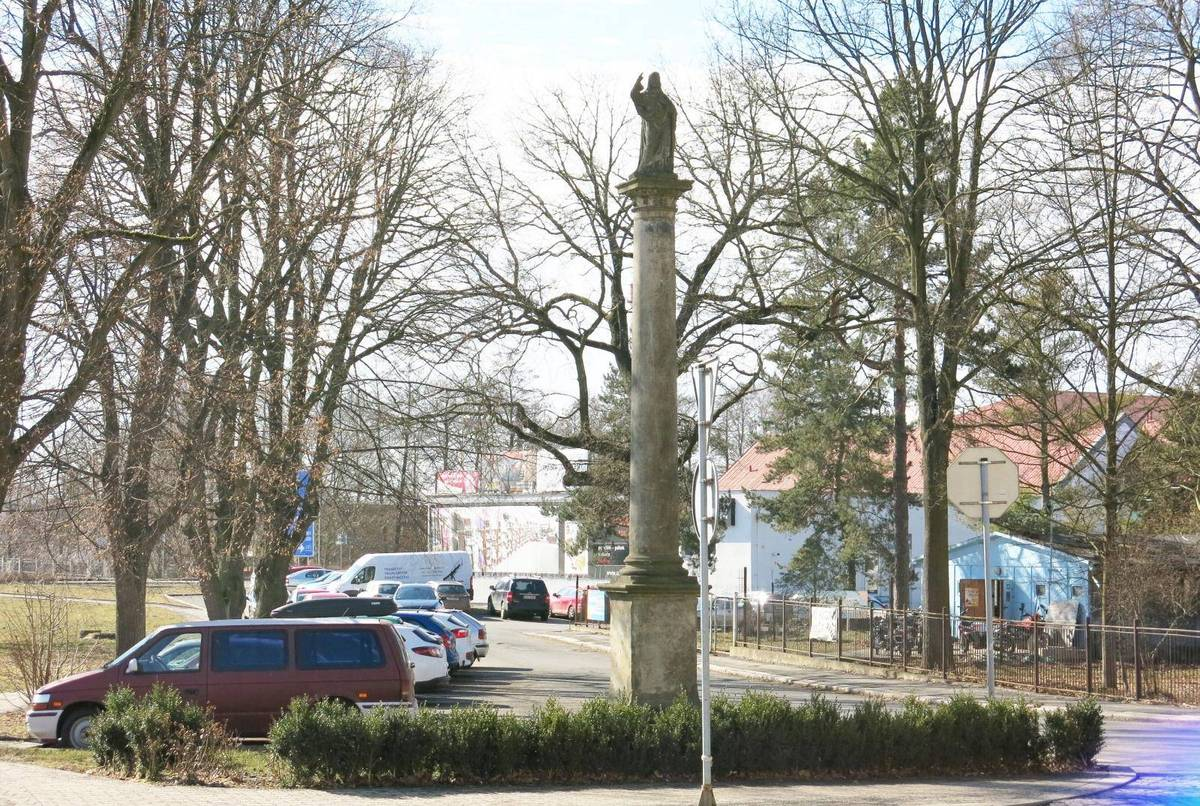
Sloup s žehnajícím Kristem, v pozadí je bývalá kartounka

Sloup byl slavnostně vysvěcen 28. září 1840. V 70. letech 20. století byly z podnětu vedení tehdejšího Okresního vlastivědného muzea v České Lípě do areálu bývalého kláštera převezeny některé památkově chráněné sochy z různých míst českolipského okresu. V roce 1975 byl do českolipských klášterních zahrad přemístěn také sloup z Moskevské ulice. Při zahájení stavby kulturního domu Crystal v těsném sousedství zahrady byl sloup uložen ve vlastivědném muzeu a do Moskevské ulice se vrátil až v roce 1997 –  nikoliv ale přímo na své původní místo, ale o něco dále od vozovky, aby nebránil dopravě. V roce 1999 byl sloup opraven.
V říjnu roku 2019 vyslovila rada města České Lípy souhlas s návrhem Národního památkového ústavu na prohlášení sloupu kulturní památkou. Město poté nechalo sloup v roce 2022 zrestaurovat. Výdaje, na něž z větší části přispěl Liberecký kraj, byly vyčísleny na 156 090 Kč. Kulturní památkou se sloup stal v únoru roku 2024.

## Popis
Sloup stojí na čtvercovém podstavci se třemi stupni, který je vybudovaný z pískovcových štuků. Podstavec sestává z nízké patky, hranolového dříku s okosenými rohy a z nízké římsové hlavice. Nad ním se tyčí toskánský sloup, vybavený vlastní atickou patkou. Na vrcholu sloupu je na krycí římsové desce umístěna socha Ježíše Krista, oděného ve splývavém a řaseném rouchu. Kristova levá ruka spočívá na prsou, pravá ruka je pozdvižena v žehnajícím gestu..